# アクロスエンタテインメント
株式会社アクロスエンタテインメント（ACROSS ENTERTAINMENT, inc.）は、日本の声優・タレント事務所。日本声優事業社協議会会員。
東京俳優生活協同組合でマネージャーを務めた藤崎淳が2008年4月に設立した。

## 所属タレント

### 男性
あ行
- 浅倉一男
- 阿部遼哉
- 五十嵐雅
- イッキ
- 浦尾岳大
- 奥田耕大

か行
- 佳久創
- 加藤健
- 梶原信也
- 亀岡孝洋
- 川原慶久
- 紀ノ貴紀
- 日下純
- 黒澤光司
- 小山剛志

さ行
- 霜月紫

た行
- 辰守伶郎
- 堂島颯人
- 外崎友亮

な行
- 中西尚也
- 仲村宗悟
- 望海将太郎

は行
- 長谷川芳明
- 花江夏樹
- 浜添伸也
- 樋柴智康
- 藤田優一
- 帆世雄一

ま行
- 町田大和
- 村上かず
- 村上喜紀
- 本幸拓真
- 森渉

や行
- 山寺宏一
- 山根久幸

わ行
- 若林亮

### 女性
あ行
- 葵ひびき
- 我妻麻衣
- 綾見優希
- 飯塚雅弓
- 池澤春菜
- 池田理恵
- 池辺久美子
- 石田佳名子
- 伊瀬茉莉也
- 犬山イヌコ
- 有働優菜
- 内田彩
- 大内櫻子
- 大坂真璃子
- 大谷理美
- 大森日雅
- 岡本ナミ

か行
- かとう郁子
- 金田朋子
- 椛島光
- 希山明里
- 清都ありさ
- 国仲奏絵
- 倉内マリカ
- 小久保史織
- 児玉美樹
- 後藤沙緒里

さ行
- 櫻井未来
- 佐藤はな
- 佐土原かおり
- 志摩淳
- 鈴木万由香
- 千石愛

た行
- 高島由紀子
- 武田佳子
- 冨岡美沙子

な行
- 中津真莉
- 永牟田萌
- 二階堂結
- ニーコ
- にしかわてるこ
- 西田有愛
- 野長瀬美慧

は行
- 原田萌
- 広瀬さや
- 福原綾香
- 藤村知可
- 降幡愛

ま行
- 松永有紗
- 三野友華子
- 溝口奈菜
- 持月玲依
- 本村玲奈
- 森田樹優

や行
- 矢島晶子

わ行
- 和井みずき

### 預かり
あ行
- 相原希美
- 朝日太一
- 及川みなみ

か行
- 川乃璃子
- 河野智平
- 小湊かや乃

さ行
- 坂本実紅
- 白那美アンジュ
- 嶋原彩心

た行
- 鶴見ゆき

な行
- 中島弘輝
- 夏生
- 成沢風香
- 西野友唯
- 布目直樹
- 野田孝之輔

は行
- 橋本七星
- 橋本みや子
- 林祐人
- 堀曜宏

ま行
- 村上紀生

や行
- 八神結香
- 山内咲七
- 山内璃久亜
- 幸村澪

ら行
- レノ聡

### 準預かり
あ行
- 碧海光
- 朝香心
- 天野めぐみ
- 和泉琴音
- 伊藤真唯子
- 稲垣藍佳
- 今緒かける
- 内田マリア直美
- 大野匠
- 音咲のり子

か行
- 甲斐妃奈乃
- 鹿川千花
- 清川知夏
- 神田澪那
- 来栖優来
- 小城春野
- 後当龍一
- 今野澪

さ行
- 西須清太
- 佐藤悠斗
- 東雲ゆうさ
- 嶋田力
- 舎川普美
- ジャクリン瑠衣
- 関田まひろ

た行
- 知念ゆり菜
- 恒松悠太
- 寺田尚弘
- 都帆衿朱

な行
- 夏來サマー
- 永瀬未知琉
- 長濱有太朗
- 中原ありす
- 椛白侑希
- 七緒趣
- 成宮杏
- 新關勇

は行
- 原園朋実
- Hillary
- 藤城凛
- 藤田悠矢

ま行
- 松尾海音
- 宮下萌豊

や行
- 山光咲良
- 勇紀匠
- 結月花

### 業務提携
- 太田エイミー
- 加藤優
- 門脇知子
- 平田裕香

### 文化人
- 桐嶋文

## かつて所属していた主なタレント

### 男性（かつて所属）
- 東野純直（フリー）
- 井上宝（現所属：BLACK SHIP）
- 岩田光央（現所属：青二プロダクション）
- 川本成（業務提携、現所属：萩本企画）
- 久保田武蔵（業務提携）
- くわはら利晃
- 小松史法（フリー）
- 後藤ヒロキ（フリー）
- ゴブリン（現所属：大沢事務所）
- 斉藤リョーツ（現所属：トゥインクル・コーポレーション）
- 坂上晶（フリー）
- 浪川大輔（現所属：ステイラック）
- 西村俊樹（現所属：Voice Total Promotion代表取締役社長）
- 古野顕一（現所属：大沢事務所）
- 堀井茶渡（現所属：マウスプロモーション）
- 山本高広（個人事務所）
- ロア健治（現所属：プロダクション・エース）

### 女性（かつて所属）
- 石橋優子
- 上原璃奈
- 緒乃冬華（現所属：グリーンノート）
- 小林遥子
- 小牧未侑（現所属：ピアレスガーベラ）
- 小松美智子（現所属：エクステンション）
- 佐久間未帆（フリー）
- 桜坂美穂（現所属：プロダクション・エース）
- 沢口千恵（フリー）
- 佐藤奏美
- 真原彩（現所属：スターダストプロモーション）
- 高岡香（現所属：キャトルステラ）
- 高島雅羅（現所属：青二プロダクション）
- 玉手みずき
- 寺島愛
- 戸梶恵理子
- 中西優香（引退）
- 仲村萌実（引退）
- 夏日凜子
- 西口杏里沙（引退）
- 樋口あかり（フリー）
- 藤崎桃子（現所属：アミュレート）
- 藤野泰子（フリー）
- ホームランなみち（現所属：サプライズ）
- 松本夕紀（フリー）
- 三木晶（現所属：Rush Style）
- 水木ゆうな（現所属：オフィスキイワード）
- 水原薫（フリー）
- 湯浅かえで（現所属：マウスプロモーション）
- 雪乃さやか（フリー）
- 芳野美樹

## アクロスエンタテインメントから独立した芸能事務所
- ステイラック（2012年）